# Pierre Caye
 (juillet 2025).
Pierre Caye est philosophe et directeur de recherche au CNRS. Il a fondé le groupement de recherche international du CNRS «Savoirs artistiques et traités d'art de la Renaissance aux Lumières».
Il est nommé par arrêté de la ministre de l'enseignement supérieur et de la recherche en date du 15 septembre 2022 directeur du groupement d'intérêt public Institut français d'islamologie, succédant à Souâd Ayada.

## Biographie
Pierre Caye est philosophe et directeur de recherche au CNRS. Il a fondé le groupement de recherche international du CNRS «Savoirs artistiques et traités d'art de la Renaissance aux Lumières».
Ancien élève de l’École normale supérieure de la rue d’Ulm (1978), il développe depuis plus de 30 ans une recherche de type philosophique sur les savoirs de l’architecture, de l’urbanisme et de l’aménagement du territoire et, à travers ceux-ci, sur la question de la technique dont il renouvelle en profondeur la généalogie.
Lauréat de l’Académie française en 1996 et de l’Académie des sciences morales et politiques en 2009, il dirige le Centre Jean Pépin (UMR 8230, CNRS-ENS Ulm) depuis janvier 2011.
À partir de ces recherches qui ont donné lieu à de nombreuses publications, Pierre Caye conduit, depuis quelques années, une réflexion sur la possibilité de donner une assise aux notions encore floues et ambiguës de « développement durable ou soutenable », dont témoigne son livre : Critique de la destruction créatrice (Les Belles Lettres, 2015), ainsi que plus récemment Durer. Éléments pour la transformation du système productif (Les Belles Lettres, 2020).
Parti de Vitruve et de son traité le De architectura, dont il a édité en partie le commentaire de Barbaro (Le Savoir de Palladio, Paris, 1995), il noue ainsi, dans la tradition de Pierre Hadot, un dialogue entre la pensée antique et la situation contemporaine, mais à partir d’objets (les arts et les techniques) qui, jusqu’à maintenant, n’occupaient qu’une place marginale dans ce dialogue.

## La constitution du savoir architectural
Spécialiste de Vitruve et du vitruvianisme de la Renaissance aux Lumières, Pierre Caye a montré que le terme latin architectura définit un véritable paradigme de la technique particulièrement opératoire du XVe au XVIIIe siècle. Il a ainsi « découvert » un auteur majeur de la tradition vitruvienne, aujourd’hui largement connu et reconnu, Daniel Barbaro, le traducteur et commentateur du De architectura de Vitruve (1556-1567), mais aussi le mentor et le commanditaire de Palladio. Le Savoir de Palladio, architecture, métaphysique et politique dans la Venise du Cinquecento, que Pierre Caye a publié en 1995, est la première étude scientifique consacrée aux conceptions architecturales de Barbaro et du vitruvianisme vénitien de la Renaissance[réf. nécessaire]. À travers le commentaire de Barbaro au Vitruve, Pierre Caye a dégagé les opérations logiques et épistémologiques fondamentales à partir desquelles l’architecture vitruvienne s’élabore en savoir constitué et méthodique (scientia) au service de ce qu’on appelle encore aujourd’hui dans les écoles d’architecture « la conception du projet ». Il a en particulier souligné l’importance de l’opérateur mathématique dans la constitution de l’espace architectural et dans le processus de morphogenèse artistique.
Pierre Caye a aussi montré les relations étroites qui existent entre cette conception savante et humaniste de l’architecture et l’art de Palladio, qui apparaît en tant que tel comme l’architecte emblématique de l'humanisme : Palladio ne se contente pas de concevoir des projets destinés à résoudre tel ou tel programme particulier, mais au-delà des méta-projets des projets démontrant les conditions de possibilité de tout projet, c’est-à-dire la pertinence des opérations de constitution du savoir architectural vitruvien.
À partir cette première approche, Pierre Caye a étendu son champ de recherche en amont et en aval de son champ chronologique initial. En amont en abordant le monument intellectuel et littéraire que constitue l’œuvre de Leon Battista Alberti, l’auteur entre autres du De re aedificatoria. En aval, par ses travaux sur la restauration, à partir du milieu du XVIIIe siècle, de la doctrine vitruvienne, à travers les œuvres théoriques de Jacques-François Blondel et, une génération plus tard, de Quatremère de Quincy.

Ce travail historique l'amène à affirmer que l'espace public est à la fois créé et garanti par l'architecture et ses monuments: « C'est qu'il y a espace public dès le moment où il y a dilatation de L'espace et construction de la durée ». Or, au cours des dernières décennies, ce lien fort entre l'architecture et l'espace public s'est affaibli : 

« La dissociation actuelle entre la pierre et les lois apparaît d'abord comme le symptôme de la désinstitutionnalisation de nos sociétés où l'affaiblissement des lois s'accompagne irrémédiablement de la perte de puissance symbolique de l'architecture, et inversement où la perte de puissance symbolique de l'architecture implique nécessairement l'affaiblissement des lois. »

## Humanisme scientifique
À travers l’architecture pensée comme savoir constitué et ordonné, voire comme « science », dans ses rapports aux autres sciences et aux techniques, Pierre Caye s'efforce de définir la notion d'humanisme scientifique et mathématique qui, loin de s'opposer à l'humanisme rhétorique et littéraire de la Renaissance, l'accompagnerait au contraire, et le compléterait. Le chercheur s’oppose donc ici directement à l’historiographie traditionnelle qui vise à scinder en deux la Renaissance entre un XVe siècle philologique et littéraire, et un XVIe siècle plus scientifique et expérimental qui prendrait congé des « valeurs » intellectuelles de l'humanisme pour annoncer la révolution galiléenne du siècle suivant.
Il propose ainsi une définition complète de la notion d'humanisme scientifique qui comprend non seulement sa dimension philologique, mais aussi ses dimensions scientifique, cosmologique, technique et morale, et montre comment ces différentes dimensions se cristallisent dans un objet mathématique singulier qui caractérise bien l'épistémologie de la Renaissance, à savoir la proportion.
Du point de vue philologique, Pierre Caye a montré, à la suite des travaux de P. L. Rose sur le rôle des manuscrits grecs dans la constitution des savoirs mathématiques à la Renaissance, comment la question de l’architecture et sa définition en tant que science dépendaient à son tour de la recherche philologique engagée par Giovanni Giocondo pour son édition du De architectura de 1511 à Venise. Cette approche l’a conduit dans un second temps à étudier les langues de la technique et leur constitution, en particulier l’émergence du latin comme langue scientifique et technique.
Du point de vue épistémologique, Pierre Caye a souligné l’importance du néoplatonisme dans les débats épistémologiques du milieu du Cinquecento sur la nature du nombre, et son opposition aux thèses alexandrines défendues par Alessandro Piccolomini. Le néoplatonisme renaissant défend ainsi une théorie mentale du nombre au service du mediomondo, du monde moyen, entre les archétypes divins et le chaos de la nature, qui constitue, aux yeux des Renaissants, le monde proprement humain.
Du point de vue cosmologique, toujours dans une optique néoplatonicienne, Pierre Caye a montré, à partir de sa relecture de l’Institutio arithmetica de Boèce, que les mathématiques étaient au service de la connaissance des principes de conservation et de stabilisation du cosmos et non des lois de sa création et de son développement. Du point de vue technique, il a montré que l’architectura et son usage spécifique des mathématiques constituaient le modèle par excellence de la technique en vue de la constitution du monde moyen néoplatonicien et de sa pacification. Enfin du point de vue moral, le chercheur a montré que les mathématiques de la proportion et leur application s’inscrivaient dans une culture de la sôphrôsunê chez l’homme, c’est-à-dire du sens de la mesure et de l’ordre, plus encore que de la raison théorique ou pratique.

## Critique de la destruction créatrice
Pierre Caye publie en 2015 Critique de la destruction créatrice, Production et humanisme. Dans la ligne de ses travaux sur les arts et les techniques dans les sociétés traditionnelles, il élabore une critique du système productif des sociétés contemporaines et développe une notion cohérente de développement durable.

Le livre part de l’idée qu’on ne peut poser les bases d’un développement vraiment durable ou soutenable si on ne procède pas d’abord à la critique de la notion formulée par l’économiste Joseph Schumpeter au milieu de la Seconde Guerre mondiale de  « destruction créatrice ». 

« Le système actuel de destruction créatrice fait comme si la destruction n’entraînait pas de déchets – or il y en a, c’est ce qu’on appelle les externalités négatives. En même temps le mode de combustion de la destruction conduit à l’épuisement, et plus l’épuisement est avancé, plus il y a de déchets. Le système devient insoutenable »

Il ne s’agit dès lors plus de penser l’intensification de la production, mais sa durabilité, voire sa « générativité », ie sa capacité à transmettre ses fruits à la postérité. Jusqu’à maintenant, les critiques du système productif, marxistes ou libéraux, restaient internes à la production : il s’agissait de la libérer de ses entraves sans questionner l’acte même de produire en son essence. Le produire était un tout sans altérité. Ce livre montre pourtant que tout système productif repose nécessairement sur son envers, c’est-à-dire sur les conditions non productives de la production – ce que l’auteur appelle l’improduction – et sur les moyens techniques de les assurer et de les développer.
À l'encontre de Heidegger, il estime « qu’il ne peut y avoir de garde et de sauvegarde de l’être sans une volonté de conserver une partie de l’existant et de l’inscrire dans la durée. ». Et cette inscription se fait par l’architecture, que Caye place à l’origine de la technique moderne. L'auteur ne prône donc pas « la décroissance ni le retour à quelque nature perdue » mais propose un changement de paradigme métaphysique en accordant une priorité aux institutions, à l'éducation et au respect de l'improduction.

## Publications, travaux et distinctions

### Ouvrages
- Seul le temps nous appartient, Editions Verdier, 2024
- Durer. Éléments pour la transformation du système productif, Les Belles Lettres, 2020.
- Comme un nouvel Atlas: D'un état meilleur que la puissance, Les Belles Lettres, 2017.
- Les Cahiers de l’ornement 1, sous la direction de Pierre Caye et Francesco Solinas, De Luca Editori d’Arte, 2016.
- Critique de la destruction créatrice. Humanisme et production, Paris, Les Belles Lettres, 2015.
- Morale et chaos. Principes d’un agir sans fondement, Paris, Le Cerf, 2008 (Prix Gegner de l'Académie des sciences morales et politiques en 2009).
- Leon Battista Alberti, L'Art d'édifier, traduction, notes et présentation de Pierre Caye et Françoise Choay, Paris, Le Seuil, 2004.
- Empire et décor : le vitruvianisme et la question de la technique à l’âge humaniste et classique, Paris, J. Vrin, 1999.
- Le savoir de Palladio : architecture, métaphysique et politique dans la Venise du Cinquecento, Paris, Klincksieck, 1995.

### Prix et distinctions
- Prix Eugène Carrière de l'Académie française 1996.

### Articles en ligne
- Avec Antonio Becchi, Mario Carpo, Claude Mignot, Werner Oechslin et Pascal Dubourg Glatigny, « Les livres d’architecture : leurs éditions de la Renaissance à nos jours », Perspective, 2 | 2008, p. 189-204 [mis en ligne le 31 mars 2018, consulté le 28 janvier 2022. URL : http://journals.openedition.org/perspective/3396 ; DOI : https://doi.org/10.4000/perspective.3396].